# Oberea subnigrocincta
Oberea subnigrocincta là một loài bọ cánh cứng trong họ Cerambycidae.